# Après lui
Après lui è un film del 2007 diretto da Gaël Morel.
La pellicola, sceneggiata da Christophe Honoré e Gaël Morel, è stata selezionata al Festival di Cannes del 2007 nella sezione Quinzaine des Réalisateurs, ed è uscita in Francia il 23 maggio 2007.

## Trama
Due amici, Frank e Mathieu, rimangono coinvolti in un incidente stradale, per Mathieu non ci sarà scampo e rimarrà ucciso. La maggior parte degli amici e dei parenti ritiene responsabile dell'accaduto Frank. Ma, nonostante ciò la madre di Mathieu, Camille, la cui vita è ormai distrutta, non riesce a rassegnarsi e, inspiegabilmente, decide di aggrapparsi alla vita del giovane amico del figlio. La loro amicizia diverrà un'ossessione.